# 11414 Allanchu
A 11414 Allanchu (ideiglenes jelöléssel 1999 JU26) a Naprendszer kisbolygóövében található aszteroida. A LINEAR projekt keretében fedezték fel 1999. május 10-én.